# 黑森的伊莉莎白 (1539年)
黑森的伊莉莎白（德語：Elisabeth von Hessen，1539年2月13日—1582年3月14日），普法爾茨選侯夫人，黑森領地伯爵菲利普一世的女兒。

## 家庭
1560年，伊莉莎白與腓特烈三世的長子路德維希結婚，兩人共有2子4女：
1. 安娜·瑪麗亞（1561年—1589年）
2. 多蘿西亞（1566年—1568年），夭折
3. 腓特烈·菲利普（1567年—1568年），夭折
4. 卡塔里娜（1572年—1586年），早逝
5. 克莉絲汀（1573年—1619年）
6. 腓特烈四世（1574年—1610年）